# سامسونج جير

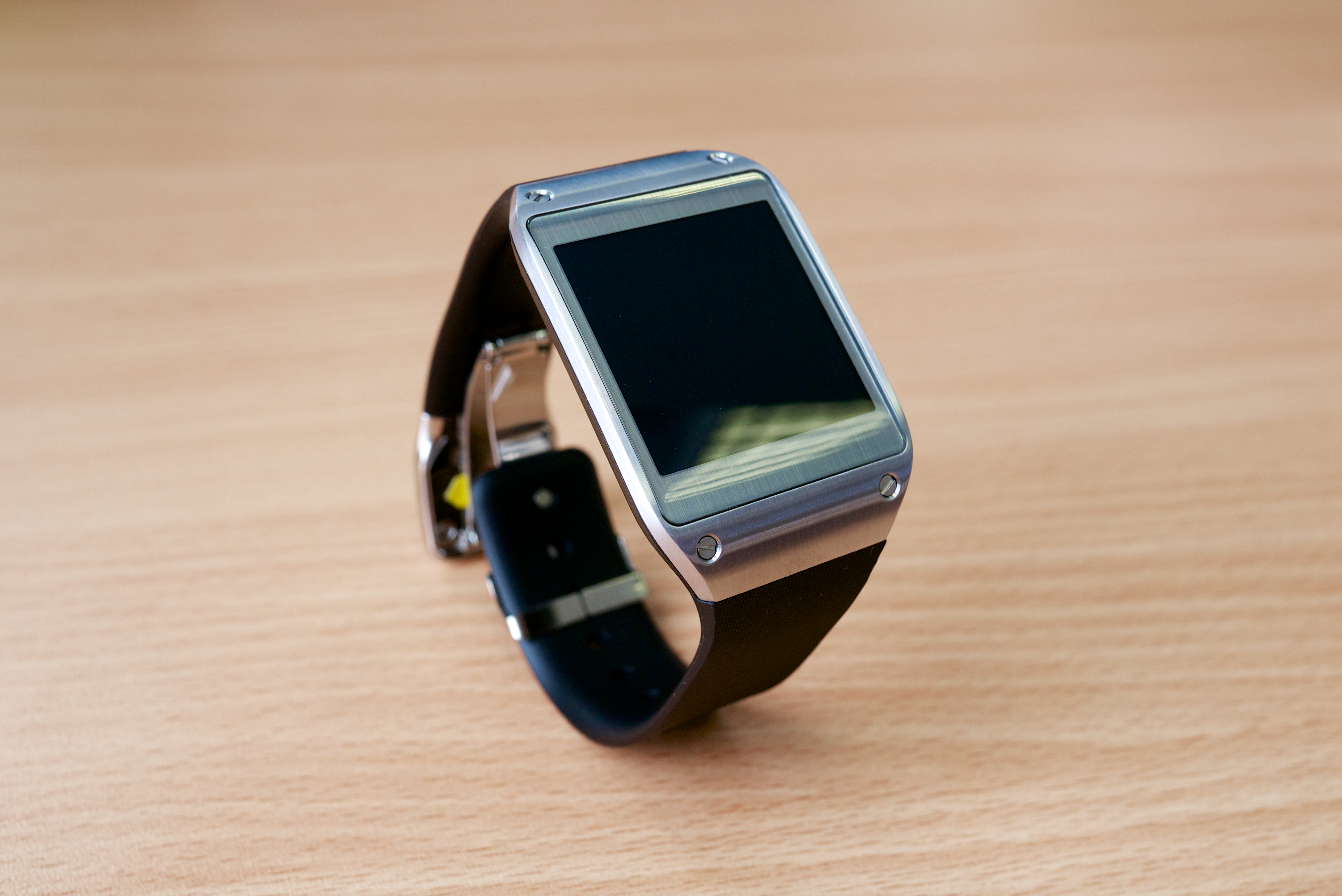
سامسونج جالكسي جير

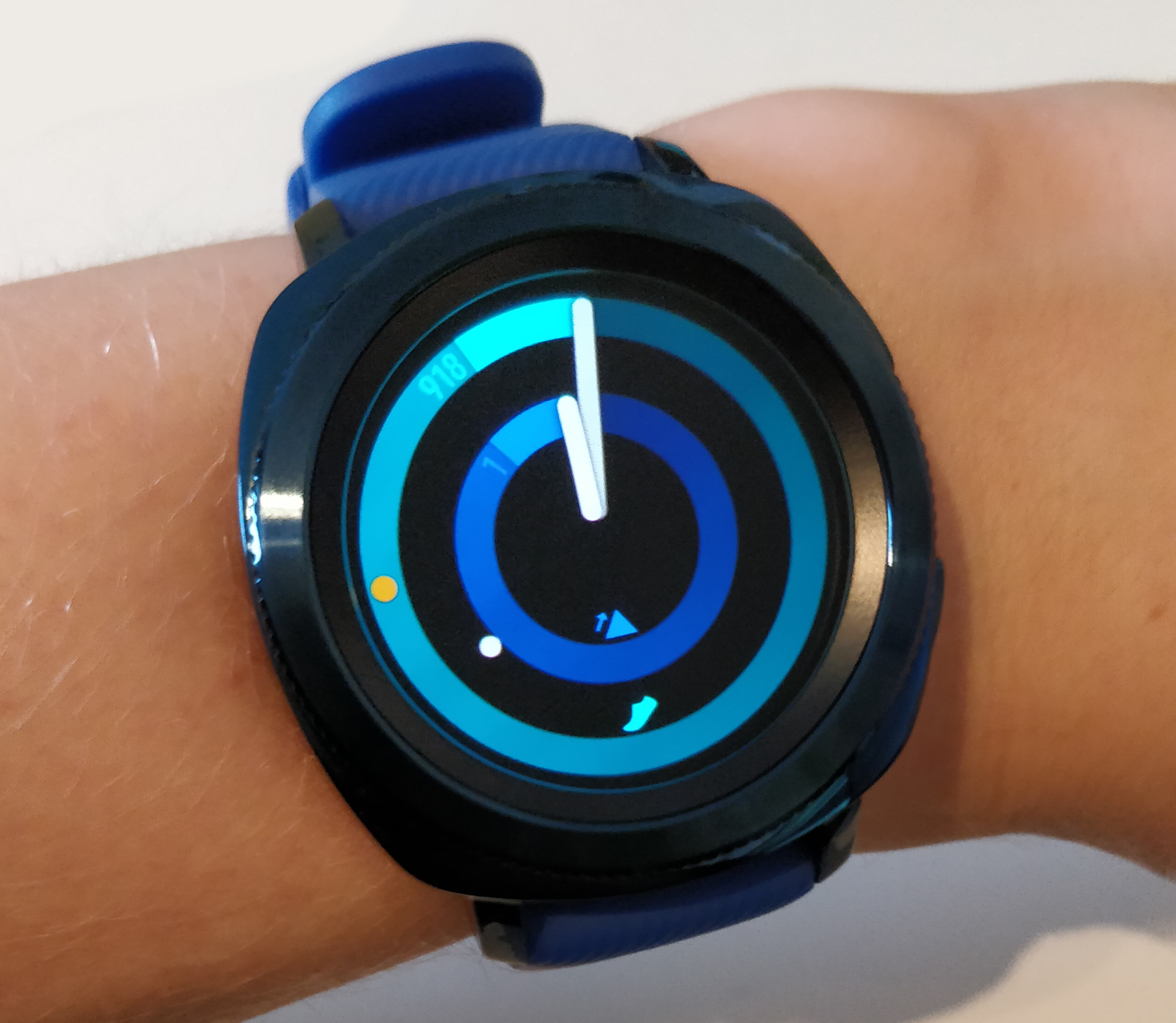
سامسونج جير سبورت

سامسونج جيير عبارة عن مجموعة من أجهزة الحوسبة القابلة للارتداء التي تنتجها شركة إلكترونيات سامسونج. تم الإعلان عن أول جهاز في هذه السلسلة، وهي ساعة سامسونج جالكسي جير، في عام 2013. منذ ذلك الحين ، توسع الخط ليشمل أحزمة اللياقة البدنية وسماعات الأذن، بالإضافة إلى المزيد من الساعات الذكية.
في فبراير 2019 ، أعيدت تسمية الساعات الذكية وأساور اللياقة وسماعات الأذن من سامسونج تحت العلامة التجارية سامسونج جالكسي.  شحنت سامسونج ما يقرب من 31 مليون جهاٍز يمكن ارتداؤها في عام 2019، بما في ذلك 7.4 مليون سماعة أذن لاسلكية حقيقية.

## الساعات
| المنتج              | النموذج                                                                               | تاريخ الإطلاق           | AP                                                                  | لاسلكي                | الشاشة                                             | نظام التشغيل | التخزين الداخلي                 | حجم البطارية                                 |
| ------------------- | ------------------------------------------------------------------------------------- | ----------------------- | ------------------------------------------------------------------- | --------------------- | -------------------------------------------------- | ------------ | ------------------------------- | -------------------------------------------- |
| سامسونج جالاكسي جير | SM-V700                                                                               | 23 سبتمبر 2013          | Exynos 4212 1x 800 ميغا هيرتز                                       |                       | 1.63 "سوبر أموليد (320 × 320)                      | أندرويد      | 4 جيجا بايت / 512 ميجا بايت رام | 315 مللي أمبير                               |
| سامسونج جير 2       | SM-R380 SM-R381 (نيو)                                                                 | 22 فبراير 2014          | Exynos 3250 1x 1 جيجاهرتز                                           |                       | 1.63 "سوبر أموليد (320 × 320)                      | تايزن        | 4 جيجا بايت / 512 ميجا بايت رام | 300 مللي أمبير                               |
| Samsung Gear Live   | SM-R382                                                                               | 25 يونيو 2014           | SDR400 4x 1 جيجاهرتز                                                | BCM4334W (Wi-Fi / BT) | 1.63 "سوبر أموليد (320 × 320)                      | أندرويد وير  | 4 جيجا بايت / 512 ميجا بايت رام | 300 مللي أمبير                               |
| سامسونج جير اس      | SM-R750 (خلوي) SM-R750J SM-R750A / B / D / P / T / V / W (خلوي)                       | 7 نوفمبر 2014           | Exynos 4212 4x 1 جيجاهرتز SDR400 4x 1 جيجاهرتز SDR400 4x 1 جيجاهرتز |                       | شاشة Super AMOLED منحنية مقاس 2.0 بوصة (360 × 480) | تايزن        | 4 جيجا بايت / 512 ميجا بايت رام | 300 مللي أمبير                               |
| Samsung Gear S2     | SM-R720 (BT / Wi-Fi) SM-R730 (خلوي) SM-R732 (كلاسيك ، BT / Wi-Fi)                     | 2 أكتوبر 2015           | Exynos 3250 2xCA7 1 جيجاهرتز                                        | BCM4343 (Wi-Fi / BT)  | شاشة Super AMOLED دائرية مقاس 1.2 بوصة (360 × 360) | تايزن        | 4 جيجا بايت / 512 ميجا بايت رام | 250 مللي أمبير 300 مللي أمبير 250 مللي أمبير |
| Samsung Gear S3     | SM-R760 (فرونتير ؛ BT / Wi-Fi) SM-R765 (فرونتير ، خلوي) SM-R770 (كلاسيك ، BT / Wi-Fi) | 18 من تشرين الثاني 2016 | Exynos 7270 2xA53 1 جيجاهرتز                                        |                       | شاشة Super AMOLED دائرية 1.3 بوصة (360 × 360)      | تايزن        | 4 جيجا بايت / 768 ميجا بايت رام | 380 مللي أمبير                               |
| سامسونج جير سبورت   | SM-R600                                                                               | 27 أكتوبر 2017          | Exynos 7270 2xA53 1 جيجاهرتز                                        | BCM4752 (GNSS)        | شاشة Super AMOLED دائرية مقاس 1.2 بوصة (360 × 360) | تايزن        | 4 جيجا بايت / 768 ميجا بايت رام | 300 مللي أمبير                               |

## عصابات اللياقة البدنية
| المنتج                 | النموذج | تاريخ الإطلاق  | AP                             | لاسلكي                                | الشاشة                                              | نظام التشغيل | التخزين الداخلي                 | حجم البطارية   |
| ---------------------- | ------- | -------------- | ------------------------------ | ------------------------------------- | --------------------------------------------------- | ------------ | ------------------------------- | -------------- |
| سامسونج جير فيت        | SM-R350 | 11 أبريل 2014  | STM32F439ZI CM4 180 ميغا هيرتز | BCM4334W (WLAN / BT)                  | شاشة Super AMOLED منحنية مقاس 1.84 بوصة (432 × 128) | RTOS         | 4 جيجابايت                      | 200 مللي أمبير |
| Samsung Gear Fit 2     | SM-R360 | 2 يونيو 2016   | Exynos 3250 2xCA7 1 جيجاهرتز   | BCM43436 (WLAN / BT) + BCM4774 (GNSS) | شاشة Super AMOLED منحنية مقاس 1.5 بوصة (432 × 216)  | تايزن        | 4 جيجا بايت / 512 ميجا بايت رام | 200 مللي أمبير |
| Samsung Gear Fit 2 Pro | SM-R365 | 26 أكتوبر 2017 | Exynos 3250 2xCA7 1 جيجاهرتز   | BCM43436 (WLAN / BT) + BCM4774 (GNSS) | شاشة Super AMOLED منحنية مقاس 1.5 بوصة (432 × 216)  | تايزن        | 4 جيجا بايت / 512 ميجا بايت رام | 200 مللي أمبير |

## سماعات الأذن
| المنتج                  | النموذج | تاريخ الإطلاق  | AP               | لاسلكي           | ترميز   | الميكروفونات | التخزين الداخلي | عمر البطارية |
| ----------------------- | ------- | -------------- | ---------------- | ---------------- | ------- | ------------ | --------------- | ------------ |
| Samsung Gear IconX      | SM-R150 | 15 يوليو 2016  | On-Semi LC823450 | BCM43436 (BT4.2) | On-Semi | 2 لكل سماعة  | 4 غيغابايت      | 1.6 ساعة     |
| Samsung Gear IconX 2018 | SM-R140 | 27 أكتوبر 2017 | On-Semi LC823450 | BCM43013 (BT4.2) | On-Semi | 2 لكل سماعة  | 3.4 جيجابايت    | 5 ساعات      |

## أجهزة أخرى
- Samsung Gear VR - جهاز الواقع الافتراضي
- Samsung Gear 360 - كاميرا فيديو بزاوية 360 درجة
- Samsung Gear Circle - حزام العنق الذكي